# Seweryna Wysłouch (filolog)
Seweryna Maria Wysłouch (ur. 25 grudnia 1940 w Gostyninie) – polska polonistka, literaturoznawczyni, profesor nauk humanistycznych, emerytowana pracowniczka naukowa Uniwersytetu im. Adama Mickiewicza w Poznaniu.

## Życiorys
Jest córką Wiktora Wysłoucha i Marianny, z d. Frontczak. Jej ojciec był inżynierem. 
Jest absolwentką II Liceum Ogólnokształcącego w Poznaniu (1958) i studiów polonistycznych na Uniwersytecie im. Adama Mickiewicza w Poznaniu (1963). Po ukończeniu studiów pracowała jako nauczycielka języka polskiego, kolejno w Państwowym Liceum Muzycznym w Poznaniu i Zasadniczej Szkole Zawodowej dla Pracujących nr 2. Od 1967 była pracownikiem I Studium Nauczycielskiego w Poznaniu, przekształconego w 1969 w Wyższe Studium Nauczycielskie UAM. W 1970 obroniła na macierzystej uczelni pracę doktorską Proza Michała Choromańskiego. Przemiany powieści psychologicznej XX wieku napisaną pod kierunkiem Jerzego Ziomka. Od 1973 pracowała jako adiunkt w Zakładzie Teorii Literatury Instytutu Filologii Polskiej UAM. W 1981 otrzymała stopień doktora habilitowanego na podstawie pracy Problematyka symultanizmu w prozie, w 1983 otrzymała stanowisko docenta. W latach 1984–1987 była wicedyrektorem IFP UAM, od 1991 pracowała jako profesor nadzwyczajny UAM, w 1994 otrzymała tytuł profesora nauk humanistycznych. Od 1998 do 2011 kierowała Zakładem Semiotyki Literatury IFP UAM.
Jest członkiem Towarzystwa Literackiego im. Adama Mickiewicza, w latach 1977–1986 była wiceprezesem, w latach 1990-1992 skarbnikiem Oddziału Poznańskiego. Od 1970 do 2000 należała do Komitetu Głównego Olimpiady Literatury i Języka Polskiego. W latach 1980-1981 była przewodniczącą koła NSZZ „Solidarność” w IFP UAM. W 1990 została członkiem Komitetu Okręgowego Olimpiady Literatury i Języka Polskiego w Poznaniu.
Od 1993 była członkiem kolegium redakcyjnego pisma Polonistyka.
W 1984 została odznaczona Złotym Krzyżem Zasługi.

## Twórczość
Razem z Bożeną Chrząstowską opublikowała w 1974 tom studiów Wiadomości z teorii literatury w analizie literackiej (kolejne wydania zmienione, poczynając od 1978 jako Poetyka stosowana). Jest autorką prac Proza Michała Choromańskiego (1977), Problematyka symultanizmu w prozie (1981), Literatura a sztuki wizualne (1994), Literatura i semiotyka (2001). 
Jest współautorką podręczników akademickich: Literatura współczesna. Podręcznik dla klas maturalnych (wyd. 1992, do 2002 ukazało się 11 wydań; pozostali autorzy Bożena Chrząstowska i Ewa Wiegandt) oraz Poetyka stosowana współautorka Bożena Chrząstowska, wyd. 1978, 1987, 2000).  